# O,O-Dimethylchlorthiophosphat
O,O-Dimethylchlorthiophosphat ist eine chemische Verbindung des Chlors aus der Gruppe der organischen Thiophosphorsäureester.

## Gewinnung und Darstellung
O,O-Dimethylchlorthiophosphat kann durch Umsetzung von Phosphorpentasulfid und Methanol gefolgt von der Umsetzung des resultierenden O,O-Dimethylphosphordithioat mit Chlor gewonnen werden.

## Eigenschaften
O,O-Dimethylchlorthiophosphat ist eine brennbare, schwer entzündbare, feuchtigkeitsempfindliche, farblose Flüssigkeit mit stechendem Geruch, die sehr schwer löslich in Wasser ist und sich in diesem langsam zersetzt.

## Verwendung
O,O-Dimethylchlorthiophosphat wird als Zwischenprodukt für Insektizide (z. B. Methylparathion, Temephos und Fenitrothion) verwendet.